# 克里斯塔I级巡洋舰
克里斯塔I级巡洋舰（Kresta I class cruiser），蘇聯方面稱為1134型 «Беркут» (金雕)，是苏联海军第二種飛彈巡洋艦，遠洋操作的航行穩定性。此級艦在1966至1977年前為飛彈巡防艦，同時擔負防空及反潛任務，在1977年後將艦艇屬性編列在大型反潛艦，表示蘇聯海軍將其定位賦予至反潛作戰運用。隨著更精進在反潛作戰領域的克列斯塔II級巡洋艦完成研發，本級艦僅生產4艘，全數在1989-1994年間退役。

## 电子系统
- - 一套“头网-C”(Head Net-C)三座标雷达
  - 一套“巨网”（Big Net）对空搜索雷达
  - 两套“柱网”(Plinth Net)对海搜索雷达
  - 一套“双杓”(Scoop Pair)舰对舰制导雷达
  - 两套“果皮群”（Peel Group）舰对空制导雷达
  - 两套“皮手笼”（Muff Cob）主炮火控雷达
  - 两套“頓河-2”航海雷达
  - 一套“高杆-B”（High Pole-B）敌我识别雷达
  - 一套船壳声纳
  - 大量电子对抗设备装在八部“边球”(Side Globe)天线/机架中。

## 舰艇
该级舰全部由列宁格勒日丹诺夫造船厂（Zhdanov yard）制造。
| 艦名                                     | 開工           | 下水           | 服役           | 退役           |
| ---------------------------------------- | -------------- | -------------- | -------------- | -------------- |
| 佐祖利亚海军上将号 (АДМИРАЛ ЗОЗУЛЯ）     | 1964月7月26日  | 1965年10月17日 | 1967年10月8日  | 1994年9月      |
| 德罗兹德海军中将号 (ВИЦЕ-АДМИРАЛ ДРОЗД） | 1965年10月26日 | 1966年11月18日 | 1968年12月27日 | 1990年7月1日   |
| 符拉迪沃斯托克号 (ВЛАДИВОСТОК）          | 1964年12月24日 | 1969年8月1日   | 1970年2月10日  | 1991年1月1日   |
| 塞瓦斯托波尔号 (СЕВАСТОПОЛЬ）            | 1966年6月8日   | 1967年4月28日  | 1969年9月25日  | 1989年12月15日 |